# Valle Hermoso
Valle Hermoso – miasto w Meksyku, w stanie Tamaulipas. W 2020 roku liczyło 48 172 mieszkańców.